# Licnodamaeus costula
Licnodamaeus costula är en kvalsterart som beskrevs av Grandjean 1931. Licnodamaeus costula ingår i släktet Licnodamaeus och familjen Licnodamaeidae. Inga underarter finns listade i Catalogue of Life.